# Mario Cau
Pour les articles homonymes, voir Cau.
Mario Cau est un artiste de bande dessinée brésilien. Un de ses travaux les plus importants est le webcomic Terapia (Thérapie, co-créé par Rob Gordon et Marina Kurcis), publié de 2011 à 2018, portant sur les séances de psychothérapie d'un garçon sans nom,,. Ce webcomic a été nommé meilleur webcomic du Troféu HQ Mix depuis 2012, gagnant en 2012 et 2014,. Mario a aussi remporté le Prix Jabuti 2013 (le prix littéraire brésilien le plus prestigieux) dans les catégories « meilleure illustration » et « meilleur livre scolaire » pour son adaptation en bande dessinée du livre classique Dom Casmurro (co-créé par Felipe Greco).